# 李三立
李三立（1935年8月24日—2022年4月23日），男，上海人，中国计算机体系结构专家，清华大学教授，兼任上海大学计算机学院院长，曾任国家攀登计划项目首席科学家，国务院学位委员会计算机学科评审组召集人，IEEE中国分部主席（1995/96年）。

## 生平
李三应生于上海一个知识分子家庭。早年在上海位育学校就读。1951年考入清华大学电机系，为当时清华年龄最小的学生。1952年转入新建立的无线电系。1955年毕业并留校任教。1956年赴苏联留学，1960年获苏联科学院计算技术研究所博士学位，当年年底回国，继续在清华大学任教。1988年起兼任上海大学计算机学院院长。1995年当选中国工程院院士。
2022年4月23日因病于北京去世。

## 学术贡献
1956年起从事计算机研发，曾负责研制过中国电子管、晶体管、LSI和VLSI四代计算机。
李三立主持研发的724机是1970年代中国各大学中用于尖端科研计算的最大规模的计算机；其研发的光栅数控计算机102机用于加工重要部件，使精密加工效率提高几十倍，使中国进入该领域当时国际先进行列。1980年代作为计算机学首创者和学术带头人，在微机体系结构、局域网、RISC和指令级并行处理研究领域作出重要成就。20世纪末李负责研制的超级计算机中有两台进入世界超级计算机500强排名榜——“深超-21C”（2003年，第146位）和“自强3000”（2004年，第126位）。

## 著作
李三立的著译作12本、论文100多篇。